# Isztriai-félsziget

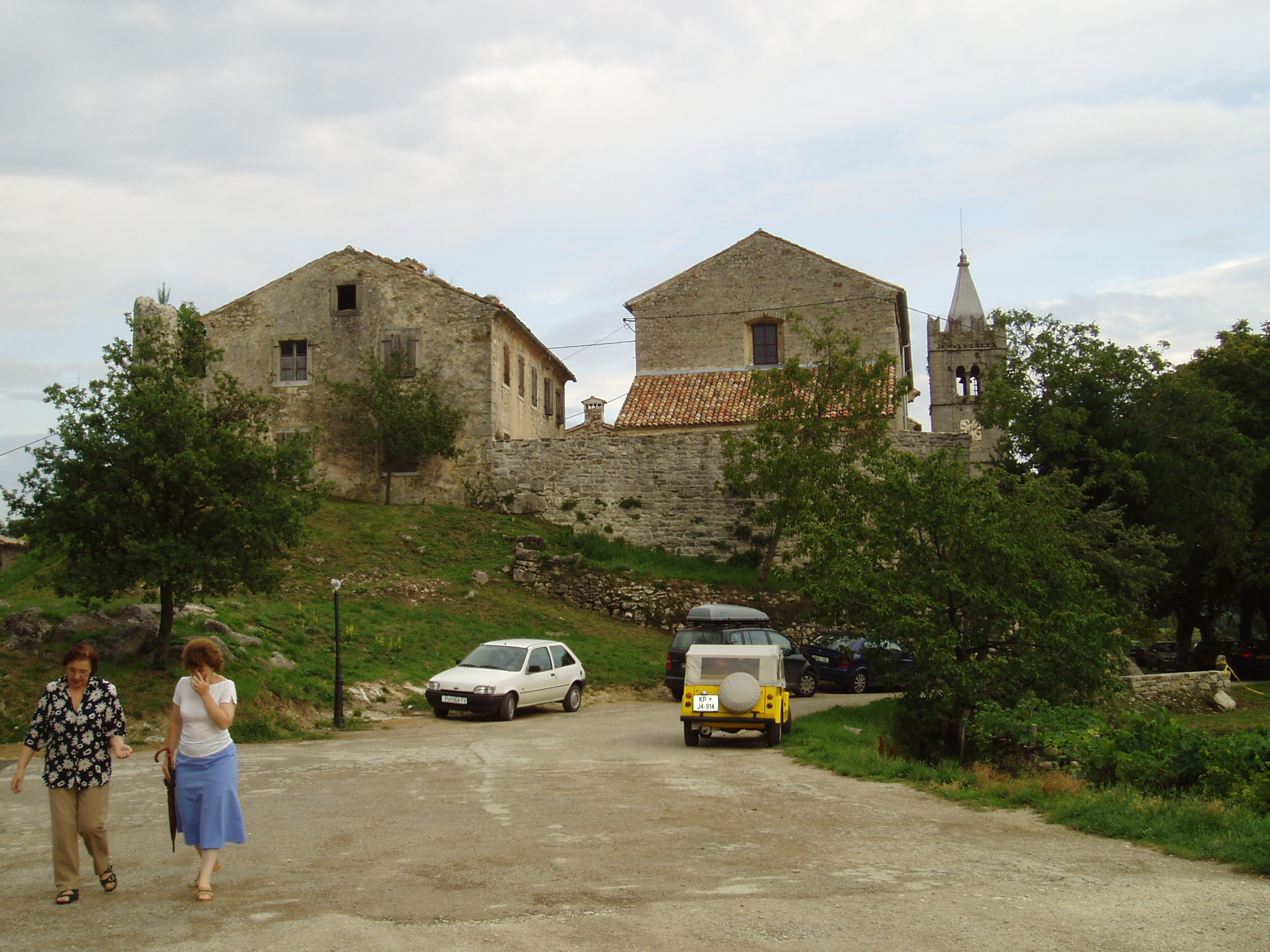
Hum

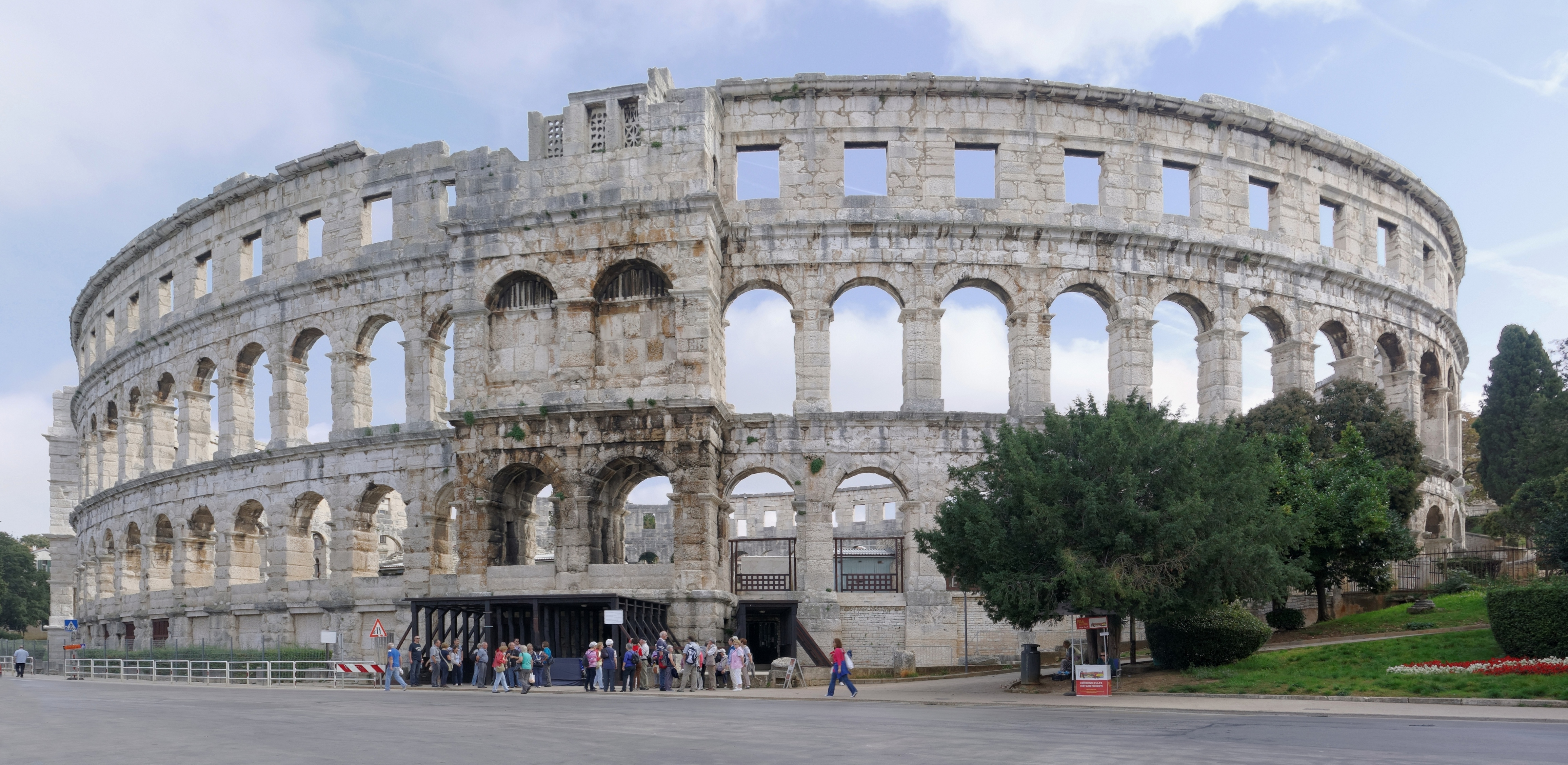
Amfiteátrum Pólában

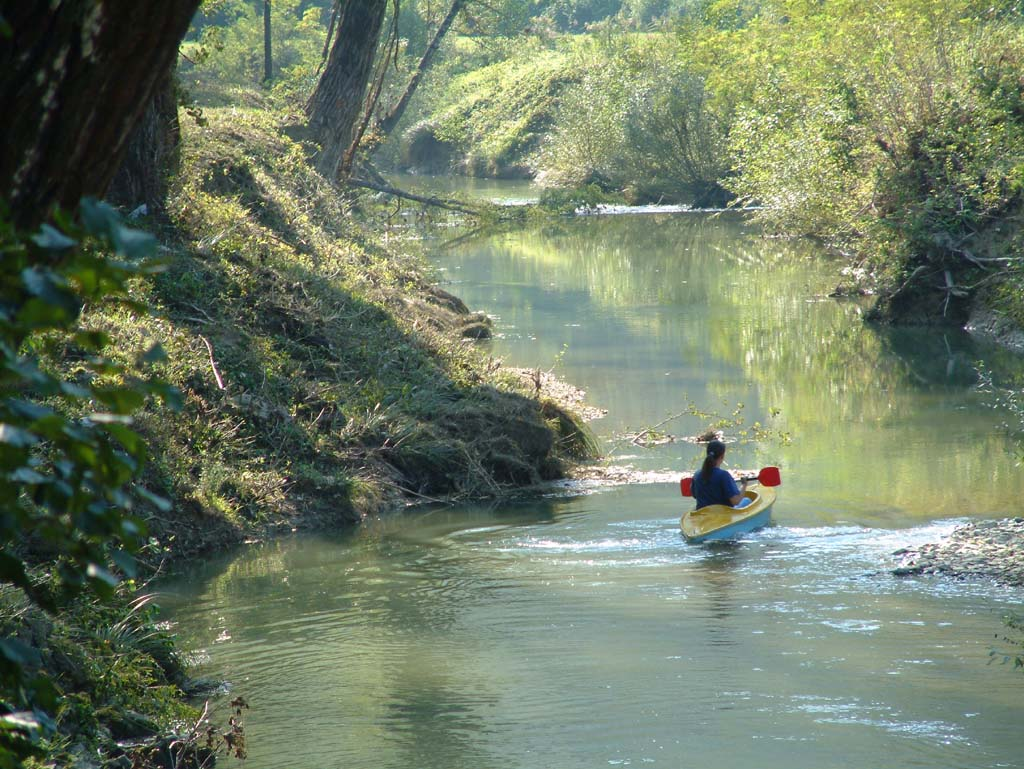
A Mirna folyó

Az Isztria-félsziget avagy Isztria (horvátul és szlovénül Istra, olaszul Istria) az Adriai-tenger egyik nagy félszigete, melynek területén jelenleg Szlovénia és Horvátország osztozik. Két földrajzilag elkülöníthető része a tengerpart és Belső-Isztria. Míg keleti partvonala a hegy tengerbe süllyedésével alakult ki, itt találhatók a magasabb hegyvidékek, addig nyugati partját főleg a külső erők alakították.

## Földrajz
Határai: 
- Nyugaton: a Trieszti-öböl
- Keleten: a Kvarner-öböl
- Északon: a Ćićarija és az Učka

Kőzetformái: 
- Északon: karsztos, fehér kövek.
- Belső-Isztriában: agyagos, szürke kőzetek.
- A tengerparton: vöröses, terra rossa kő és talaj.

### Isztriai tengerpart
Horvátországban: Isztria partja a horvát tengerpart legészakibb szakasza, az országban a területe 2820 km², nagyjából háromszög alakú. Savudrija (Salvore), Umag (Umago), Novigrad (Cittanova), Poreč (Parenzo), Vrsar (Orsera), Rovinj (Rovigno), Póla (Pola), Medulin (Medolino), Rabac (Portalbona) települések sorakoznak partján.
A szlovén partszakasz 46 km hosszú, melynek kedvelt üdülőhelyei és nagyobb települései Koper (Capodistria), Izola (Isola), Piran (Pirano), Portorož (Portorose).

### Belső-Isztria

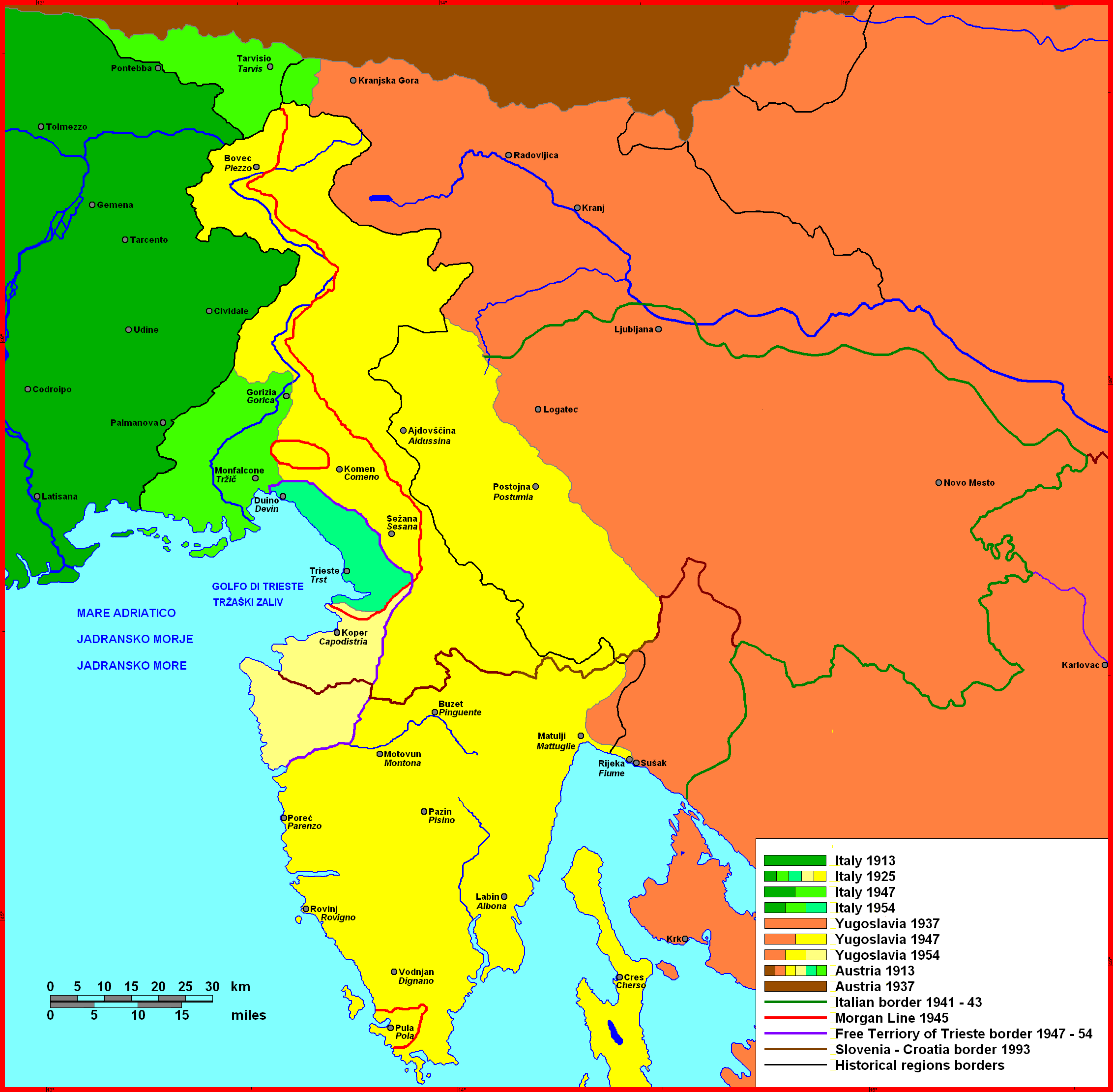
Határváltozások 1913–1954 között

Belső-Isztria hegyes-dombos, karsztvidékjelegű táj, fennsíkjain lombos erdők találhatók. Itt található a világ legkisebb területű városa, Hum.

## Népesség
Lakói: 
- Észak-Isztria, Belső-Isztria: szlovénok, horvátok, olaszok lakta vidék
- Tengerpart: horvátok, olaszok lakják.

Előfordulnak még: magyarok, isztrorománok.

## Turizmus
A tengerpart fontos idegenforgalmi centrum a két országban, évente 4-5 millió turistát fogad.
A félsziget a Lonely Planet által összeállított, 2011 legkívánatosabb úti céljait tartalmazó lista 2. helyére került.

## Lásd még
- Isztroromán nyelv